# Heerlese Loop
Heerlese Loop är ett vattendrag i Belgien.   Det ligger i provinsen Antwerpen och regionen Flandern, i den norra delen av landet, 80 km norr om huvudstaden Bryssel.
Omgivningarna runt Heerlese Loop är en mosaik av jordbruksmark och naturlig växtlighet. Runt Heerlese Loop är det ganska tätbefolkat, med 83 invånare per kvadratkilometer.